# Philipp Hägeli
Philipp Hägeli (* 5. Mai 1979 in Männedorf, Schweiz) ist ein Schweizer Musicaldarsteller.

## Leben
Der gebürtige Schweizer begann seine Musicalausbildung an der Impuls Werkstatt in seinem Heimatort Stäfa und studierte später drei Jahre lang Gesang, Tanz und Schauspiel an einer privaten Musicalschule in Wien. Seine ersten Engagements waren u. a. Leading Ladies/Leading Men am Wiener Raimund Theater und You´re a good man sowie Charlie Brown am Wiener Metropol. Seinen Erfolg als quirliger Hund Snoopy wiederholte er in zwei weiteren Produktionen (Fröhliche Weihnachten, Charlie Brown! und Frohen Valentinstag, Charlie Brown!). Für die Essener Produktion von Elisabeth (Musical) kam Philipp 2002 schliesslich nach Deutschland. 
Seither war der vielseitige Sänger und Tänzer in verschiedenen Produktionen der Stage Entertainment zu sehen: Les Misérables (Musical) in Berlin (Premierenbesetzung Swing, Grantaire), Tanz der Vampire (Musical) in Hamburg (Swing, Chagal, Koukol, Nightmare Solo) und als bisheriges persönliches Highlight die Tourneeproduktion von Cats (Plato/Macavity, Munkustrap, Rum Tum Tugger). Im Sommer 2006 arbeitete Philipp zum ersten Mal in seinem Heimatland. Bei Elisabeth der Thunerseespiele war er als Graf Grünne, Rauscher und Assistant Choreographer tätig, bevor er erneut für Tanz der Vampire in Berlin engagiert wurde, diesmal unter anderem als Zweitbesetzung Krolock, Koukol und Nightmare solo.
Im Frühjahr 2008 nahm Philipp an der TV-Castingshow Ich Tarzan, Du Jane! teil, in deren Verlauf deutschlandweit nach den Hauptrollen für Disneys Tarzan gesucht wurde. Philipp erreichte den zweiten Platz und sicherte sich damit die Zweitbesetzung des Tarzan ab Oktober in der neuen Flora Hamburg. Zudem spielte Philipp ab Juli 2008 die Hauptrolle Bernardo in der Neuinszenierung des Musicals West Side Story an den Thunerseespielen in der Schweiz. In Thun stand Philipp Hägeli in den Folgejahren auch für die Musicals Jesus Christ Superstar, Titanic und Cats auf der Bühne. Außerdem spielte er in weiteren Produktionen der Stage Entertainment, ab 2010 zum Beispiel in Ich war noch niemals in New York in Stuttgart; dort spielte er von 2014 bis 2015 auch im Ensemble von Chicago.
Von 2015 bis 2023 verkörperte Philipp Hägeli im Musical Aladdin in Hamburg und in Stuttgart verschiedene zentrale Rollen. In der Theatersaison 2016/2017 spielte er Che im Musical Evita in Lüneburg. Im Jahr 2024 ist Philipp mit dem Musical Robin Hood in der Hauptrolle als Königs John auf Tournee in der Schweiz, in Deutschland und in Österreich.

## Musicalgraphie
- 2000: Cabaret, Rolle: Conférencier, Theater Augustinum in Wien
- 2000: You’re a good man, Charlie Brown, Rolle: Snoopy, Wiener Metropol
- 2001: Steve Barton Memorial Concert, Raimund Theater Wien
- 2001: Frohe Weihnachten, Charlie Brown, Rolle: Snoopy, Theater Center Forum in Wien
- 2002: Leading Men, Raimund Theater Wien
- 2002: Leading Ladies, Raimund Theater Wien
- 2003–2004: Elisabeth, Rolle: Swing, Colosseum Theater Essen
- 2004: Einstimmig/Vierstimmig, Benefizgala, Binz
- 2003–2004: Les Misérables, Rollen: Swing – Grantaire/Vormann, Theater des Westens in Berlin
- 2006: Frohen Valentinstag, Charlie Brown, Rolle: Snoopy, Theater Center Forum in Wien
- 2005–2006: Tanz der Vampire, Rollen: Cross-Swing – Koukol – Chagal – Nightmare Solo – Graf von Krolock, Theater Neue Flora in Hamburg
- 2006: Cats, Rollen: Plato/Macavity – Munkustrap – Rum Tum Tugger, Deutschlandtournee
- 2006: Elisabeth, Rollen: Graf Grünne – Dance Captain, Thunerseespiele
- 2006–2008: Tanz der Vampire, Rollen: Swing – Chagal – Koukol – Nightmare Solo, Theater des Westens in Berlin
- 2008: West Side Story, Rolle: Bernardo, Thunerseespiele
- 2008–2009: Tarzan, Rollen: Swing – Tarzan, Neue Flora in Hamburg
- 2009: Jesus Christ Superstar, Rolle: Jesus, Thunerseespiele
- 2010: Ich war noch niemals in New York, Rollen: Ensemble – Fred – Costa, Stuttgart
- 2011: Grease, Vince Fontaine/Teen Angel, Musical Theater Basel
- 2012: Titanic, Frederick Barrett, Thunerseespiele
- 2012: Ich war noch niemals in New York, Costa, Theater 11 Zürich
- 2014–2015: Chicago, Ensemble, Stage Palladium Theater, Stuttgart
- 2015–2019:  Aladdin, Kassar, Theater Neue Flora in Hamburg
- 2016–2017:  Evita, Che, Theater Lüneburg
- 2017: Cats, Munkustrap, Thunerseespiele
- 2017: Tanz der Vampire, Ensemble, Theater St. Gallen
- 2019–2023: Aladdin, Der Sultan/Dschafar/Dschinni, Stage Palladium Theater in Stuttgart
- 2024: Robin Hood, King John, Tournee: Zürich/Frankfurt/Berlin/Linz
- 2024: & Julia, Shakespeare, Lance, Stage Operettenhaus Hamburg